# Литература индуизма
Литература индуизма — тексты, являющиеся частью литературной традиции индуизма, большая часть которых была составлена на санскрите. Ключевую роль в изучении Вед и других санскритских текстов индуизма играют морфология и лингвистическая философия.
Священные писания индуизма делятся на две категории:
1. Шрути («услышанное») — наиболее значимые и древние богооткровенные писания.
2. Смрити («запомненное») — дополнительные тексты, следующие авторитету шрути.

Веды, вместе с примыкающими к ним Брахманами, Араньяками и Упанишадами, относятся к категории шрути и принимаются как священные и богооткровенные писания практически всеми индуистами. Другие тексты индуизма, которые учёные относят к послеведийскому периоду, принадлежат к категории смрити. Это прежде всего Пураны, «Махабхарата» и «Рамаяна» — они также принимаются как богооткровенные писания большинством последователей индуизма и рассматриваются как базирующиеся на авторитете шрути.
В Сатья-югу следуют Шрути, 
в Трета-югу следуют Смрити (Дхармашастрам), 
в Двапара-югу следуют Пуранам (и Итихасам), в Кали-югу следуют Агамам (и Тантрам).

## Шрути

### Веды
Веды являются древнейшими произведениями санскритской литературы и самыми древними священными текстами индуизма.
В традиции индуизма Веды относятся к категории шрути («услышанное») и рассматриваются как апаурушея — богооткровенные писания «божественного происхождения, не написанные человеком».
Ведийские мантры повторяются и воспеваются в индуизме как молитвы на разного рода религиозных обрядах и в других особо торжественных случаях.
Различные философские школы и течения, появившиеся на индийском субконтиненте, по-разному относятся к Ведам. Те школы индийской философии, которые принимают авторитет
Вед, называют астика («ортодоксальными»). Другие индийские философии — буддизм и джайнизм — отвергли авторитет Вед и развились в отдельные религии. В индийской философии эти традиции называют настика («неортодоксальными» или «неведийскими»).
Веды в основном сосредоточены на ведийских жертвоприношениях, проводимых четырьмя священниками, каждый из которых представляет одну из Вед. Эти ритуалы карма-канды производятся через посредство бога огня Агни. Считается, что только через посредничество Агни священники (и с ними остальные члены общества) могут войти в контакт с девами.
Насчитывается четыре Веды:
1. Ригведа — «Веда гимнов»
2. Яджурведа — «Веда жертвенных формул»
3. Самаведа — «Веда песнопений»
4. Атхарваведа — «Веда заклинаний»

Каждая из Вед представляет определённую шакху, или, ветвь знания. В каждой шакхе существуют свои комментарии, примыкающие к одной из Вед.
1. «Риг-веда» содержит в себе мантры, лежащие в основе религиозной практики ведийской религии.
2. «Сама-веда» в основном состоит из мантр, заимствованных из «Риг-веды», но организованных в особом порядке, предназначенном для проведения жертвоприношений Сома, называемых Сома-яджна.
3. «Яджур-веда» содержит в себе детальные наставления в прозе, посвящённые проведению ведийских яджн.
4. «Атхарва-веда» состоит из магических заклинаний, предназначенных для таких целей, как победа над врагами, излечение от болезней и устранения неблагоприятных эффектов от совершения ошибок во время проведения ведийских ритуалов. В ней также описываются обязанности царей и глубокие духовные истины[9].

Каждую Веду принято делить на четыре части:
1. Самхиты (санскр. संहिता) — сборник мантр, используемых в ведийских жертвоприношениях.
2. Брахманы (санскр. ब्राह्मण) — специфические правила и предписания для проведения яджн, а также комментарии в прозе, объясняющие значение мантр и ритуалов[10].
3. Араньяки (санскр. आरण्यक) — более философские тексты, по своей сути близкие к Упанишадам.
4. Упанишады (санскр. उपनिषद्) — философские и метафизические тексты о природе и взаимоотношениях Брахмана и атмана. Упанишады часто называют ведантой («окончанием Вед») потому, что они являются заключительной частью каждой из Вед, а также по причине того, что философские и мистические понятия, изложенные в них, рассматриваются многими как кульминация всего ведийского знания[10].

### Упанишады
Упанишады представляют собой философские и метафизические тексты, примыкающие к Ведам, чьё значение и влияние в философии индуизма намного превысило роль других писаний и нашло свою кульминацию в «Бхагавад-гите», которую принято приравнивать к Упанишадам по значимости и называть «Йога-упанишадой» или «Гита-Упанишадой». Упанишады, по своей сути, стоят отдельно от ритуалистических Самхит и Брахман и являются основой веданты и классического индуизма.
Упанишады являются частью писаний шрути индуизма, в которых в основном обсуждается философия и природа безличностного аспекта Абсолютной Истины — Брахмана. В них также содержатся записи различных философских дебатов и обсуждений. Существует канон из 108 Упанишад, называемый муктика, хотя некоторые относят к основному канону 123 Упанишады. Из 108 Упанишад 11 (по другим версиям — 13) принимаются всеми индуистами и составляют канон мукхья. Упанишады представляют собой комментарии к Ведам. Направление индуизма, возникшее на основе Упанишад, называют веданта.
Величайшая философская и поэтическая значимость Упанишад признавалась как западными, так и восточными учёными и философами — от Шрёдингера, Торо и Эмерсона до Рабиндраната Тагора, Махатмы Ганди и Ауробиндо Гхоша.

## Смрити
Тексты, которые дополняют изначальные ведийские писания шрути, называют смрити. К литературе смрити относятся эпосы «Рамаяна» и «Махабхарата», а также Пураны и Агамы.

### «Махабхарата» и «Рамаяна»
Для философии индуизма, отражённой в эпосах, характерна концепция аватар (воплощений Бога в человеческой форме). Две основные аватары, которые описываются в эпосах, это Рама, который выступает как протагонист «Рамаяны», и Кришна — один из главных героев «Махабхараты». В отличие от дэвов, которым посвящены гимны ведийских Самхит и более философской и мистической концепции всепроникающего, бесформенного и безличного Брахмана упанишад, в эпосах Бог предстаёт в своей личностной форме, являясь среди простых смертных в виде различных аватар.

### «Бхагавад-гита»
Индуисты считают, что основная суть всей разнообразной философии индуизма заключена в «Бхагавад-гите». Она представляет собой микрокосм ведийской, йогической, ведантической и даже тантрической мысли в индуизме. «Бхагавад-гита» (в буквальном переводе: «Песнь Бога») является частью эпической поэмы «Махабхараты». Хотя особое значение «Бхагавад-гита» имеет для последователей вайшнавизма, она изучается и почитается последователями всех течений в индуизме. «Бхагавад-гиту» принято называть «Гита-упанишадой» или «Йога-упанишадой» — это указывает на то, что Кришна в «Бхагавад-гите» излагает истины йоги и Упанишад.
В «Бхагавад-гите» Кришна провозглашает бхакти, любовь и преданность Богу, наивысшей формой религиозного выражения. Кришна говорит, что ради бхакти стоит отвергнуть все другие виды дхармы и провозглашает чистую и бескорыстную любовь к Богу высшим совершенством жизни. Возлюбя Бога, индивид непременно находит духовную гармонию и умиротворение как внутри себя, так и вовне. «Бхагавад-гита» представляет себя как «писание освобождения», универсальное в своём послании.

### Пураны
Пураны представляют собой писания, относящиеся к категории смрити. По мнению учёных, они были записаны в послеведийский период. Согласно традиции индуизма, Пураны, также как и «Махабхарата», были составлены Вьясой в начале Кали-юги в конце IV тысячелетия до н. э. В Пуранах описывается история Вселенной от её сотворения до разрушения, генеалогия царей, героев и дев, а также излагается индуистская философия и космология. Большинство Пуран являются каноническими писаниями различных течений индуизма. Особым авторитетом пользуется канон из восемнадцати Пуран, которые называют Маха-пуранами («Великими Пуранами»).

### Дхарма-шастры
«Дхарма-шастры» («книги законов») также считаются многими частью писаний смрити. Время от времени, появлялись великие законоположники, такие как Ману, Яджнавалкья и Парашара, которые систематизировали существующие законы и заменяли устаревшие с целью обеспечения соответствия между индуистским образом жизни и меняющимися реалиями времени. Нужно однако заметить, что «Дхарма-шастры» не принимаются во внимание многими течениями в индуизме, в частности последователями веданты, бхакти, йоги и тантры.

## Средневековая литература индуизма

### Вайшнавские гимны «Дивья-прабандха»
«Дивья-прабандха» представляет собой коллекцию из 4000 стихов, составленную в V—VIII веке двенадцатью альварами. В форме, в которой «Дивья-прабандха» известна на сегодняшний день, она была составлена Натхамуни в IX—X веках, который собрал разрозненные отрывки произведения воедино и создал из них антологию. Эти гимны альваров, в которых воспевается слава Вишну в различных его формах и проявлениях, широко используются вайшнавами в современном индуизме. Альвары воспевали эти гимны в различных святых местах, которые известны как дивья-дешам.
В Южной Индии, в особенности в Тамил-Наду, «Дивья-прабандха» по значимости приравнивается к Ведам и поэтому называется Дравида-веда. Во многих храмах, таких как Шрирангам, повторение и воспевание «Дивья-прабандха» является важной частью ежедневного ритуала. Наиболее значимыми среди 4000 стихов признаются 1100, которые известны как «Тиру-ваймори». Они были составлены Наммальваром из Тирукуругура.

### Шиваитские гимны «Теварам»
«Теварам» представляет собой сборник гимнов Шива-бхакти, составленных в VI—VIII веках на тамильском языке тремя шиваитскими авторами. Говорится, что гимны «Теварам» вдохновили движения бхакти по всей Индии.

### Другие писания
К другим известным текстам индуизма относятся писания, принадлежащие к школе бхакти-йоги (любви и преданности Богу), такие как «Рамачаритаманаса» авторства Тулсидаса, «Гитаговинда» Джаядевы (лирическая поэма о любовных лилах Кришны и его возлюбленной Радхи), комментарии Шанкары и других ачарий — девять книг Рамануджачарьи, включая «Шри-бхашью», комментарии Мадхвачарьи и многое другое.